# Berkovac
Berkovac es un pueblo ubicado en el municipio de Mionica, distrito de Kolubara, Serbia.

## Superficie
Cuenta con una superficie de 13,20 kilómetros cuadrados.

## Demografía
Hasta 2022 la población era de 331 habitantes, con una densidad de población de 25,07 habitantes por kilómetro cuadrado.
| 820                                                             | 858 | 809 | 747 | 679 | 595 | 564 | 443 | 331 |
| (Fuente: Population statistics of Eastern Europe & former USSR) |     |     |     |     |     |     |     |     |